# 通河県
通河県（つうか-けん）は、中華人民共和国黒竜江省ハルビン市に位置する県。県人民政府の所在地は通河鎮。

## 地理
通河県は、西部を木蘭県と、北部を伊春市（地級市）・鉄力市（県級市）と接し、東部の依蘭県と南部の方正県にかかる行政区境にアムール川(黒竜江)へと続く松花江が流れている。

## 歴史
通河は旧称を大通と称し、県内を大通河が流れていることから命名された。
清代はフラン城守尉の管轄とされていた。1906年（光緒32年）に吉林将軍の上奏により設置された大通県を前身とする。1909年（宣統元年）、甘粛省西寧府に同名の大通県が存在したことから通河県改称され現在に至る。

## 交通

### 道路
- 省道
  -  101省道
  -  203省道

## 行政区画
下部に8鎮を管轄：
- 鎮：通河鎮、烏鴉泡鎮、清河鎮、濃河鎮、鳳山鎮、祥順鎮、富林鎮、三站鎮

## 健康・医療・衛生
- 通河県人民医院
- 通河県人民医院新院
- 通河県中医院